# Artëm Timofeev
Artëm Andreevič Timofeev (in russo Артём Андреевич Тимофеев?; Vladikavkaz, 12 gennaio 1994) è un calciatore russo, centrocampista della Lokomotiv Mosca.

## Caratteristiche tecniche
È un mediano.

## Carriera

### Club
Ha esordito il 22 agosto 2013 con la maglia dello Spartak Mosca in un match di UEFA Europa League pareggiato 1-1 contro il San Gallo.

## Statistiche

### Presenze e reti nei club
Statistiche aggiornate al 22 maggio 2020.
| Stagione                      | Squadra                       | Campionato                    | Campionato | Campionato | Coppe nazionali | Coppe nazionali | Coppe nazionali | Coppe continentali | Coppe continentali | Coppe continentali | Altre coppe | Altre coppe | Altre coppe | Totale | Totale | Totale |
| Stagione                      | Squadra                       | Comp                          | Pres       | Reti       | Comp            | Pres            | Reti            | Comp               | Pres               | Reti               | Comp        | Pres        | Reti        | Pres   | Reti   |        |
| ----------------------------- | ----------------------------- | ----------------------------- | ---------- | ---------- | --------------- | --------------- | --------------- | ------------------ | ------------------ | ------------------ | ----------- | ----------- | ----------- | ------ | ------ | ------ |
| 2013-2014                     | Spartak Mosca                 | PL                            | 0          | 0          | CR              | 0               | 0               | UEL                | 1                  | 0                  |             | -           | -           | 1      | 0      |        |
| 2014-2015                     | Spartak Mosca                 | PL                            | 3          | 0          | CR              | 0               | 0               |                    | -                  | -                  |             | -           | -           | 3      | 0      |        |
| 2015-2016                     | Spartak Mosca                 | PL                            | 0          | 0          | CR              | 0               | 0               | UEL                | 0                  | 0                  |             | -           | -           | 0      | 0      |        |
| 2016-2017                     | Spartak Mosca                 | PL                            | 5          | 0          | CR              | 0               | 0               |                    | -                  | -                  |             | -           | -           | 5      | 0      |        |
| 2017-2018                     | Spartak Mosca                 | PL                            | 8          | 0          | CR              | 0               | 0               |                    | -                  | -                  |             | -           | -           | 8      | 0      |        |
| 2018-gen. 2019                | Spartak Mosca                 | PL                            | 7          | 1          | CR              | 3               | 0               |                    | -                  | -                  |             | -           | -           | 10     | 1      |        |
| Totale Spartak Mosca          | Totale Spartak Mosca          | Totale Spartak Mosca          | 23         | 1          |                 | 3               | 0               |                    | 1                  | 0                  |             | -           | -           | 17     | 1      |        |
| gen-lug 2019                  | Kryl'ja Sovetov Samara        | PL                            | 10         | 1          | CR              | 0               | 0               |                    | -                  | -                  |             | -           | -           | 10     | 1      |        |
| 2019-2020                     | Kryl'ja Sovetov Samara        | PL                            | 21         | 0          | CR              | 1               | 0               |                    | -                  | -                  |             | -           | -           | 22     | 0      |        |
| Totale Kryl'ja Sovetov Samara | Totale Kryl'ja Sovetov Samara | Totale Kryl'ja Sovetov Samara | 31         | 1          |                 | 1               | 0               |                    | -                  | -                  |             | -           | -           | 32     | 1      |        |
| Totale carriera               | Totale carriera               | Totale carriera               | 54         | 2          |                 | 4               | 0               |                    | 1                  | 0                  |             | -           | -           | 59     | 2      |        |

## Palmarès

### Club

#### Competizioni nazionali
- Campionato russo: 1

Spartak Mosca: 2016-2017
- Supercoppa di Russia: 1

Spartak Mosca: 2017